# Swetosław Djakow
Swetosław Atanasow Djakow (bułg. Светослав Атанасов Дяков, ur. 31 maja 1984 w Błagojewgradzie) – bułgarski piłkarz grający na pozycji środkowego pomocnika. Od 2011 roku jest zawodnikiem klubu Ludogorec Razgrad.

## Kariera klubowa
Swoją karierę piłkarską Djakow rozpoczął w klubie Pirin Błagojewgrad. W sezonie 2002/2003 zadebiutował w jego barwach w drugiej lidze bułgarskiej. W sezonie 2003/2004 awansował z nim do pierwszej ligi. W 2005 roku po bankructwie Pirinu został zawodnikiem PFC Pirin Błagojewgrad. W sezonie 2006/2007 grał w nim w drugiej lidze Bułgarii.
W 2008 roku Djakow przeszedł z PFC Pirin Błagojewgrad do Łokomotiwu Sofia. Występował w nim przez trzy sezony. W Łokomotiwie rozegrał 79 meczów ligowych i strzelił 2 gole.
W 2011 roku Djakow podpisał kontrakt z Ludogorcem Razgrad. W jego barwach zadebiutował 6 sierpnia 2011 w zremisowanym 0:0 domowym meczu z Łokomotiwem Płowdiw. W sezonie 2011/2012 pomógł Ludogorcowi w osiągnięciu największych sukcesów w historii klubu: w wywalczeniu mistrzostwa oraz zdobyciu Pucharu Bułgarii. Latem 2012 zdobył z Ludogorcem Superpuchar Bułgarii.
| Sezon   | Klub                   | Kraj     | Rozgrywki | Mecze | Bramki |
| ------- | ---------------------- | -------- | --------- | ----- | ------ |
| 2002/03 | Pirin Błagojewgrad     | Bułgaria | B PFG     | 23    | 2      |
| 2003/04 | Pirin Błagojewgrad     | Bułgaria | B PFG     | 25    | 1      |
| 2004/05 | Pirin Błagojewgrad     | Bułgaria | A PFG     | 29    | 0      |
| 2005/06 | PFC Pirin Błagojewgrad | Bułgaria | A PFG     | 15    | 1      |
| 2006/07 | PFC Pirin Błagojewgrad | Bułgaria | B PFG     | 25    | 6      |
| 2007/08 | PFC Pirin Błagojewgrad | Bułgaria | A PFG     | 29    | 3      |
| 2008/09 | Łokomotiw Sofia        | Bułgaria | A PFG     | 25    | 0      |
| 2009/10 | Łokomotiw Sofia        | Bułgaria | A PFG     | 27    | 0      |
| 2010/11 | Łokomotiw Sofia        | Bułgaria | A PFG     | 27    | 2      |
| 2011/12 | Ludogorec Razgrad      | Bułgaria | A PFG     | 29    | 1      |
| 2012/13 | Ludogorec Razgrad      | Bułgaria | A PFG     | 28    | 3      |
| 2013/14 | Ludogorec Razgrad      | Bułgaria | A PFG     | 22    | 2      |
| 2014/15 | Ludogorec Razgrad      | Bułgaria | A PFG     | 24    | 0      |
| 2015/16 | Ludogorec Razgrad      | Bułgaria | A PFG     | 29    | 0      |
| 2016/17 | Ludogorec Razgrad      | Bułgaria | A PFG     | 22    | 1      |
| 2017/18 | Ludogorec Razgrad      | Bułgaria | A PFG     | 12    | 0      |

## Kariera reprezentacyjna
W reprezentacji Bułgarii Djakow zadebiutował 29 lutego 2012 roku w zremisowanym 1:1 towarzyskim meczu z Węgrami, rozegranym w Győrze.